# Linum hirsutum
Linum hirsutum är en linväxtart. Linum hirsutum ingår i släktet linsläktet, och familjen linväxter.

## Underarter
Arten delas in i följande underarter:
- L. h. anatolicum
- L. h. bozdaghense
- L. h. byzantinum
- L. h. glabrescens
- L. h. hirsutum
- L. h. oreocaricum
- L. h. platyphyllum
- L. h. pseudoanatolicum
- L. h. spathulatum

## Bildgalleri

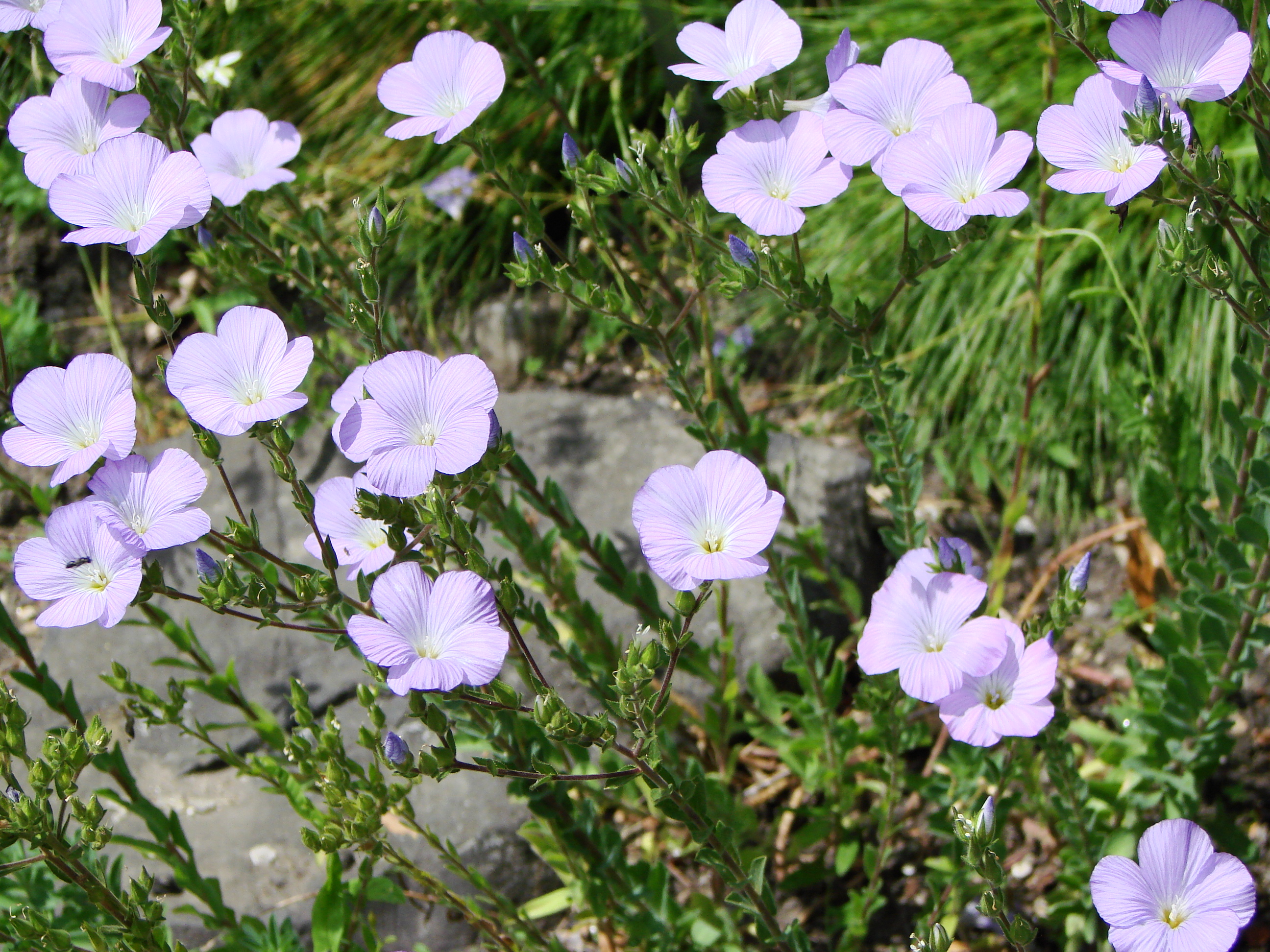
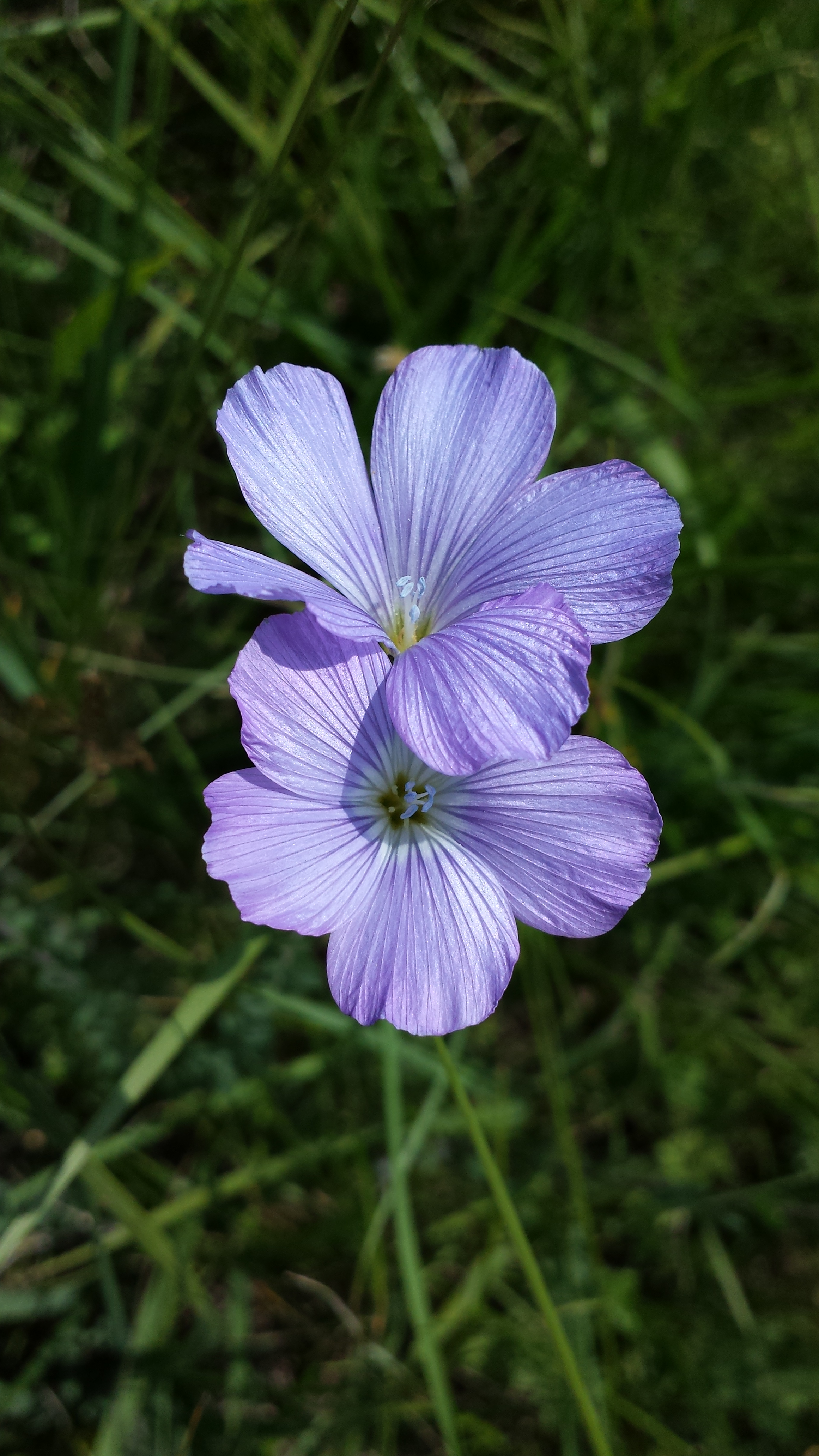
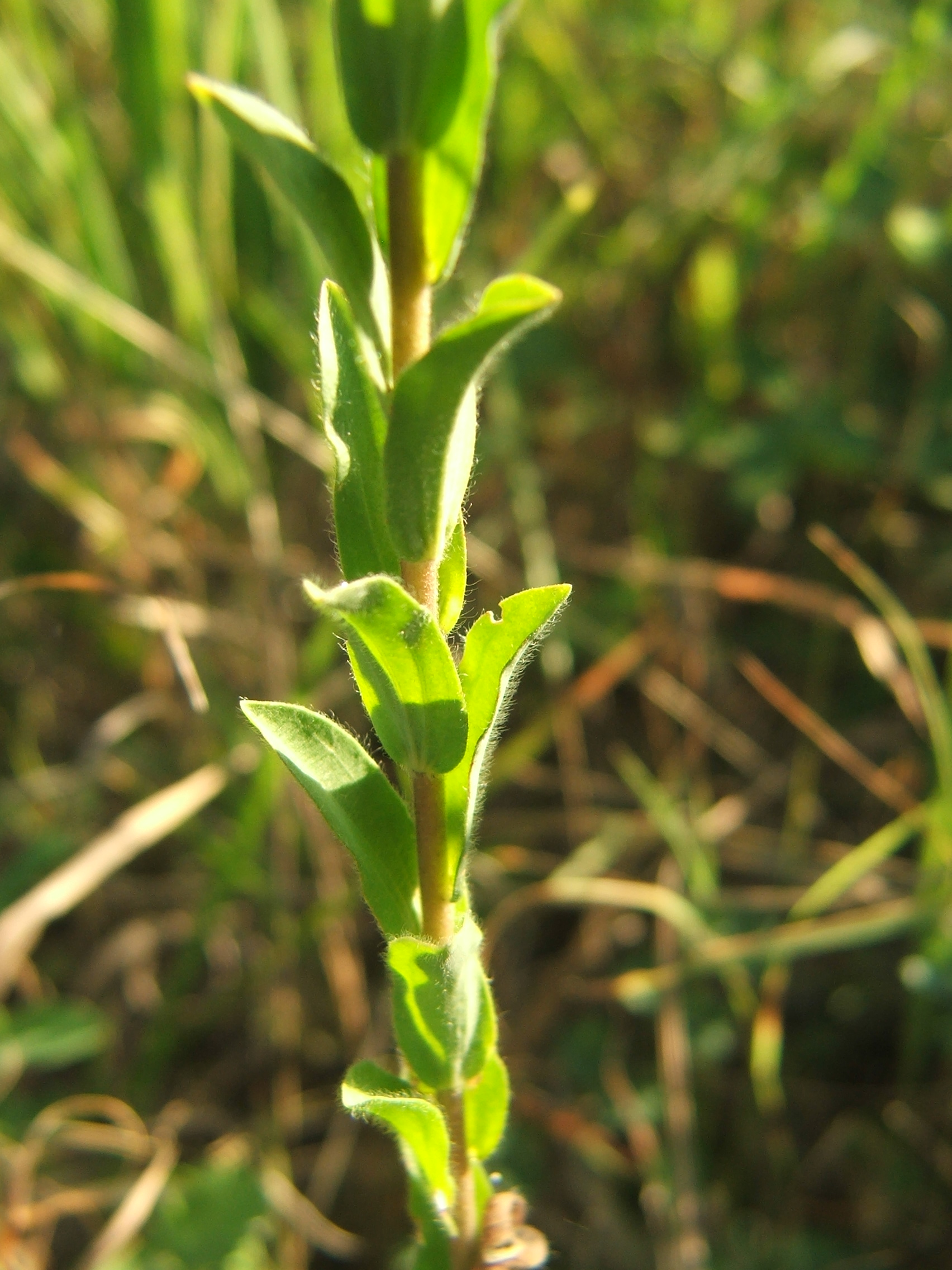
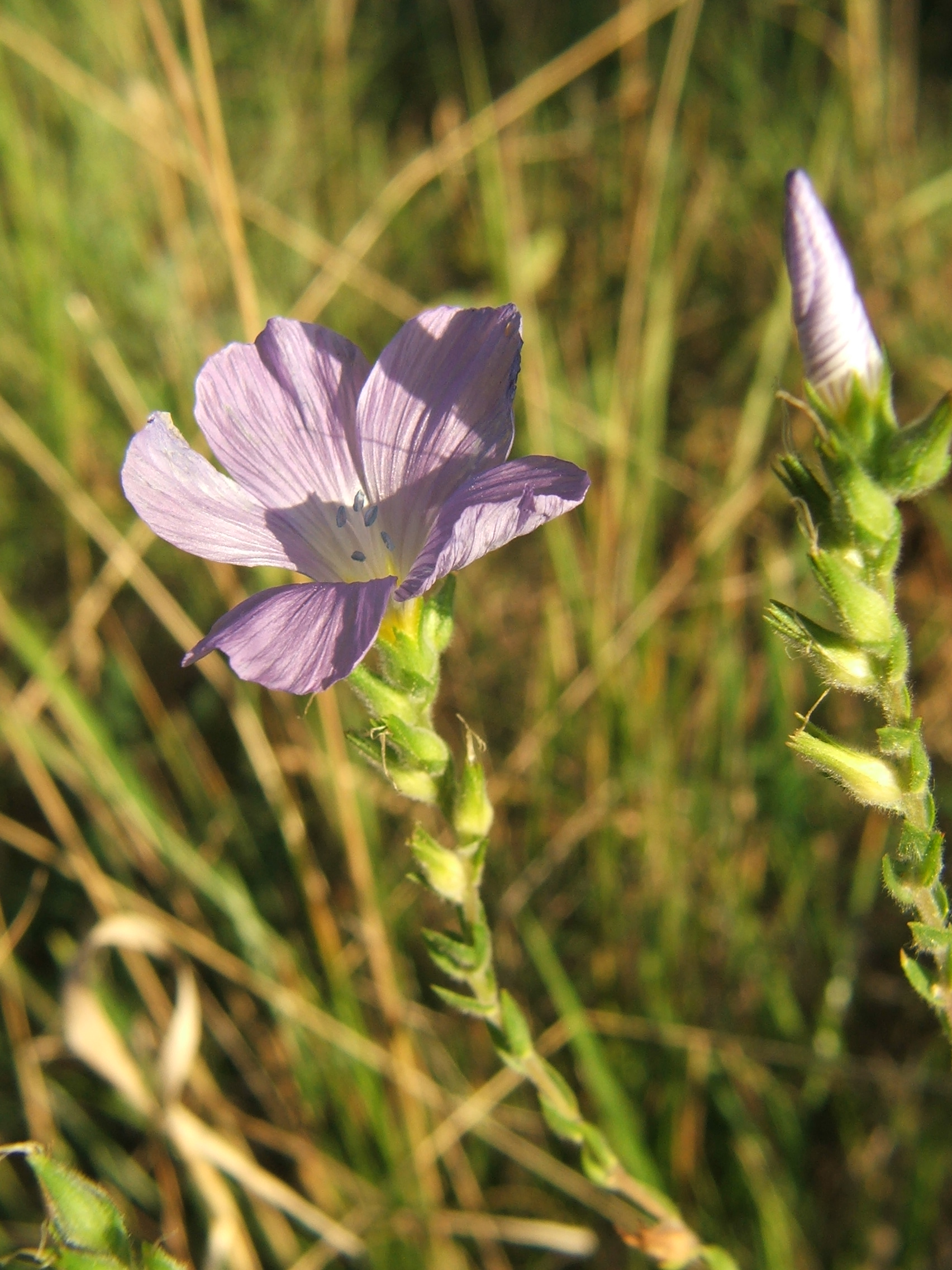
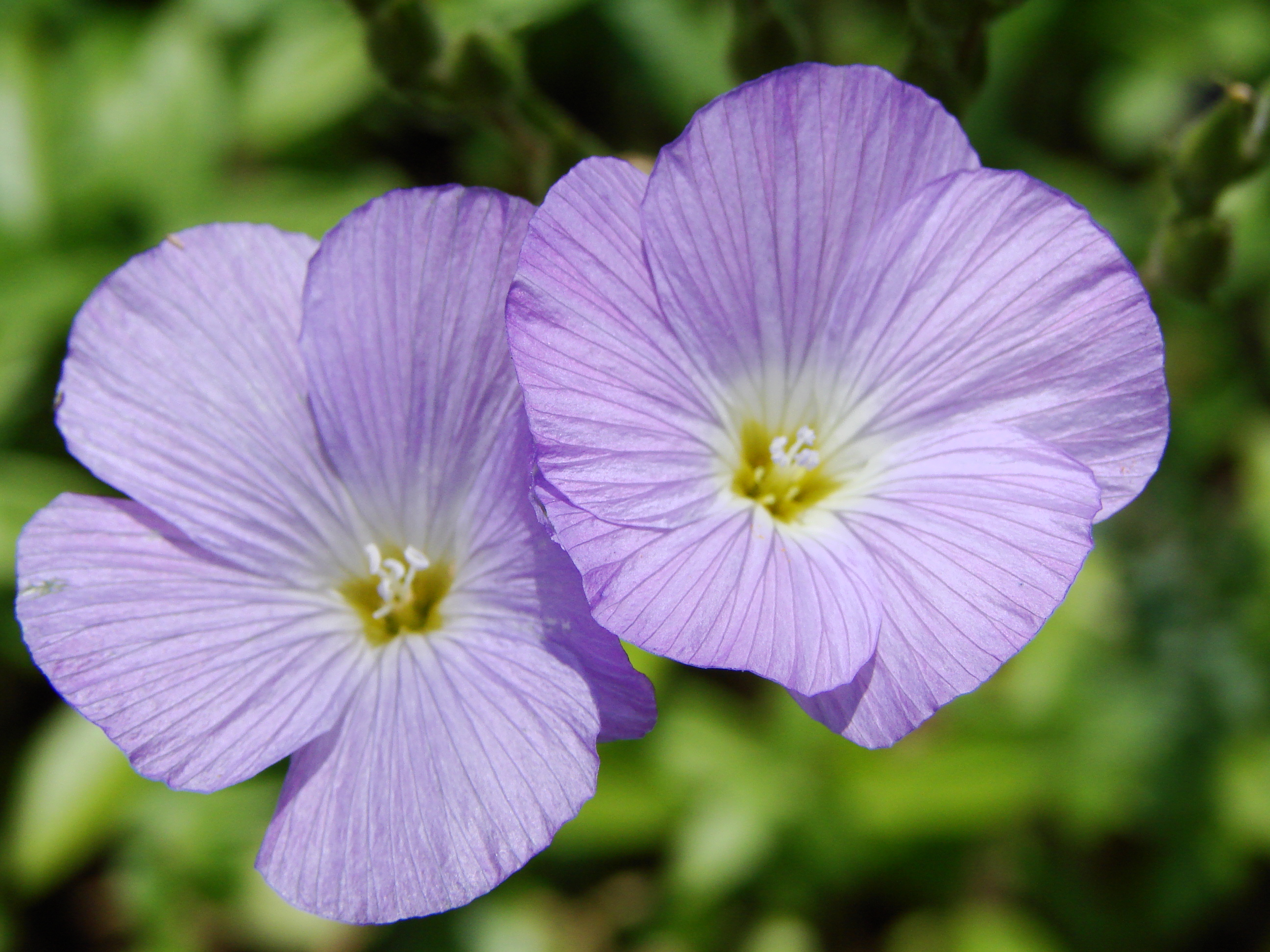
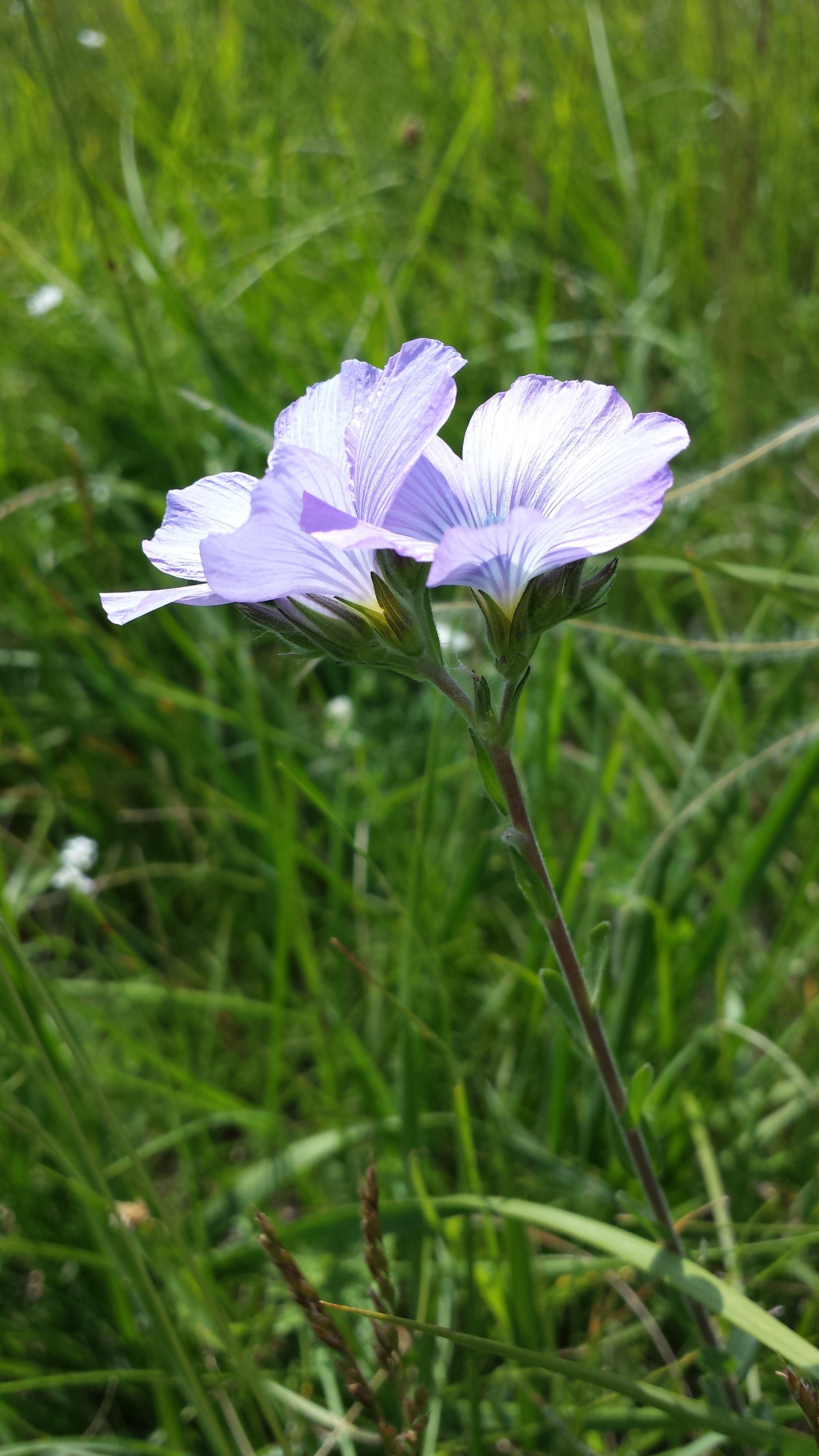